# Abeno
Abeno (阿倍野区, Abeno-ku) és un dels 24 districtes urbans de la ciutat d'Osaka, capital de la prefectura homònima, a la regió de Kansai, Japó. Abeno (i en especial la zona d'Abenobashi) és un important centre econòmic del sud (minami) d'Osaka i és on es trobava la seu de la companyia multinacional Sharp Corporation fins que la traslladaren a Sakai i l'Abeno Harukas, el gratacel més alt de tot el Japó.

## Geografia
El districte d'Abeno es troba localitzat a la regió sud o minami (ミナミ) de la ciutat d'Osaka, al centre de la prefectura homònima. La zona més coneguda del districte és Abenobashi (阿倍野橋), on es troba l'estació de tren més gran del districte i l'Abeno Harukas, el gratacel més alt de la ciutat i del país. El terme del districte d'Abeno limita amb els Sumiyoshi al sud, Higashi-Sumiyoshi a l'est, Nishinari a l'oest i Tennōji i Ikuno al nord, sent així un districte sense accés a municipis exteriors.

### Barris
Aquest són els barris del districte:
- Aioi-dōri (相生通)
- Asahi-machi (旭町)
- Abenosuji (阿倍野筋)
- Abeno Moto-machi (阿倍野元町)
- Ōji-chō (王子町)
- Kitabatake (北畠)
- Kyōritsu-dōri (共立通)
- Sanmei-chō (三明町)
- Shōwa-chō (昭和町)
- Seimei-dōri (晴明通)
- Tezukayama (帝塚山)
- Tenōji-chō minami (天王寺町南)
- Tenōji-chō kita (天王寺町北)
- Nagaike-chō (長池町)
- Nishitanabe-chō (西田辺町)
- Hashimoto-chō (橋本町)
- Harima-chō (播磨町)
- Hannan-chō (阪南町)
- Bandai (万代)
- Bishōen (美章園)
- Fumi no Sato (文の里)
- Matsuzaki-chō (松崎町)
- Matsumushi-dōri (松虫通)
- Maruyama-dōri (丸山通)
- Momogaike-chō (桃ヶ池町)

## Història
L'1 d'abril de 1943, quan la ciutat d'Osaka va augmentar de 15 districtes fins a 22, el districte de Sumiyoshi es va dividir en tres districtes nous: Sumiyoshi, Higashi-Sumiyoshi i Abeno. L'àrea del nou districte corresponia en la seua major part al terme municipal de l'antic poble de Tennōji, el qual havia estat integrat dins de la ciutat d'Osaka durant la primera expansió d'aquesta l'any 1897. El nou districte també comprenia part de la vila de Tanabe i els pobles de Sumiyoshi i Nagai.
Sobre l'origen del nom del districte, existeix la teoria prou fundada que es basa del llinatge del clan Abe, la qual era propietària del territori on ara hi és el districte. Per altra banda, el primigèni districte de Sumiyoshi (fins 1943), fundat l'any 1925, el qual també ocupava Abeno va estar a punt de tindre el nom d'Abeno, tot i que l'iniciativa mai va prosperar per l'oposició dels veïns, que volien el nom de Sumiyoshi, derivat del santuari de Sumiyoshi. El nom d'Abeno es pot escriure en japonès com 阿倍野 o 阿部野 sense que varie la seua pronunciació, tot i que la primera manera és l'única d'oficial.

## Transport

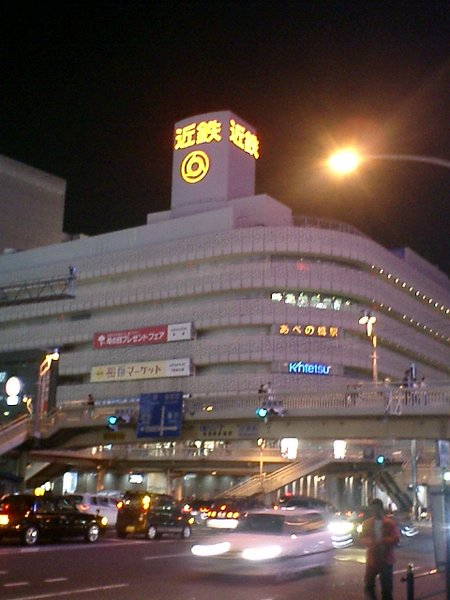
Estació d'Abenobashi (2005)

### Ferrocarril
- Companyia de Ferrocarrils del Japó Occidental (JR West)
  - Bishōen - Minami-Tanabe - Tsurugaoka
- Metro d'Osaka
  - Tennōji - Shōwachō - Nishitanabe - Abeno - Fuminosato
- Xarxa de Tramvies d'Osaka-Sakai (Hankai)
  - Tennōji-eki mae - Abeno - Matsumushi - Higashi-Tengachaya - Kitabatake - Himematsu
- Ferrocarril Kinki Nippon (Kintetsu)
  - Osaka-Abenobashi (Abenobashi) - Koboreguchi

### Carretera
- Autopista Hanshin
- Nacional 25